# Tomasz Kumek
Tomasz Kumek (ur. 7 czerwca 1950 w Wieniawie) – polski samorządowiec, były wiceprezydent i prezydent Tomaszowa Mazowieckiego.

## Życiorys
Ukończył studia na Wydziale Ekonomiczno-Socjologicznym Uniwersytetu Łódzkiego, kształcił się także na podyplomowo na studiach z zakresu wiedzy o filmie, teatrze i telewizji na tej samej uczelni. Przez ponad 30 lat pracował w instytucjach administracji i sektorze przedsiębiorstw.
W 1994, 1998, 2002, 2006 i 2010 uzyskiwał mandat radnego Tomaszowa Mazowieckiego z rekomendacji Sojuszu Lewicy Demokratycznej. Od 1998 do 2001 był wiceprezydentem miasta, następnie, po rezygnacji Jerzego Adamskiego, przez rok sprawował urząd prezydenta Tomaszowa Mazowieckiego. W bezpośrednich wyborach w 2002 bez powodzenia ubiegał się o reelekcję, przegrywając w drugiej turze z Mirosławem Kuklińskim. Do 2006 pełnił funkcję przewodniczącego rady miejskiej, następnie został jej wiceprzewodniczącym.